# L'Esprit Nouveau

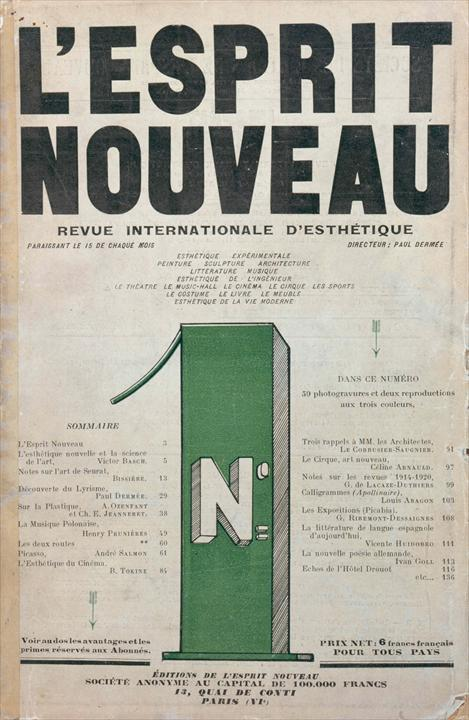
L'Esprit Nouveau, n.º 1, octubre 1920. Paul Dermée, Michel Seuphor, Charles-Edouard Jeanneret (Le Corbusier), Amédée Ozenfant. Éditions de l'Esprit Nouveau, París

L'Esprit Nouveau (en español, El Espíritu Nuevo) fue una importante revista francesa transdisciplinar y de temática polivalente, publicada entre 1920 y 1925. Alcanzó los 28 ejemplares. Con un promedio de 100 páginas y con imágenes en color, fue la revista del movimiento purista. Su ámbito fue internacional, llegando a alcanzar bastante difusión en países como México.
Su eslogan era:

Hay un espíritu nuevo; es un espíritu de construcción y de síntesis guiado por una concepción clara.

## Historia
La revista fue fundada en marzo de 1920 en París por los que fueron también, con diferencia, los mayores artífices de todos sus números, Le Corbusier y Amédée Ozenfant. El poeta dadaísta Paul Dermée fue un importante colaborador inicial, pero solo participó durante los primeros siete números. Su temática abarcaba un gran número de campos, con el purismo como eje, desde la discusión estética general a la arquitectura, pasando por la literatura, el teatro, el cine, la pintura, la escultura, la moda y el mobiliario, entre otros. En ella se publicó el manifiesto purista, razón y ser de la revista. Su primer número apareció el 15 de octubre de 1920.
La colaboración entre los dos fundadores, que habían firmado juntos los artículos, terminó en el número 19. A partir de entonces cada uno firmó los suyos propios. De la revista y de su colaboración salieron textos tan famosos como Hacia una arquitectura (números 1-3, 5, 8-10 y 13-16).
En 1925 Le Corbusier, que había publicado en la revista numerosos proyectos arquitectónicos teóricos, como la casa Citrohan, diseñó un pabellón con su nombre para la Exposición Internacional de París.